# Gottlieb Stäuble
Gottlieb "Godi" Stäuble (27 de abril de 1929 - 24 de abril de 2015) fue un futbolista suizo que jugó a finales de los años 1940, 1950 y 1960. Considerado uno de los mejores jugadores de la historia del FC Basel, jugó principalmente como centrocampista ofensivo, aunque también podía desempeñarse como delantero.

## Carrera de club
Con apenas 17 años, Stäuble se unió al primer equipo del Basilea en la temporada 1946-47, pero no disputó ningún partido con el primer equipo esa temporada. Parece que jugó con el equipo juvenil o de reserva.
La temporada siguiente, con el jugador-entrenador Ernst Hufschmid asumiendo el cargo tras el fallecimiento del entrenador principal Anton Schall, Stäuble por fin tuvo su oportunidad. Debutó en un partido de prueba de pretemporada contra los rivales locales Nordstern Basel el 24 de agosto, anotando ambos goles en una victoria por 2-0. 
Su debut en la liga doméstica llegó a domicilio ante el Servette el 31 de agosto, donde el Basilea empató 1-1. El Landhof fue testigo de su primer gol competitivo para el club el 26 de octubre, un doblete en una paliza por 7-0 en la Copa de Suiza al SC Balerna. No pasó mucho tiempo antes de que abriera su cuenta en la liga, anotando el gol de la victoria en una victoria a domicilio por 3-2 sobre el Servette el 22 de febrero de 1948. 
Stäuble disputó 21 partidos de liga y anotó ocho goles en su primera temporada como jugador, consolidándose como el segundo mejor goleador del equipo en liga y copa con 10 goles, solo por detrás de los 11 de Paul Stöcklin.
En la temporada 1948-49 del Basilea, Stäuble disputó 23 partidos de liga y tres de Copa, anotando un total de diez goles. Detrás de Hans Hügi, que marcó 14 goles, Stäuble volvió a ser el segundo mejor goleador del equipo, situándose en el vigésimo puesto de la clasificación de máximos goleadores de la liga. El 29 de mayo de 1949, en un partido de liga, marcó su primer triplete.
La temporada siguiente, 1949-50, Stäuble disputó 25 partidos de liga y, con 13 goles, fue el máximo goleador del equipo y el octavo mejor goleador de la liga.
Stäuble jugó con el Basilea hasta el final de la temporada 1950-51 de la Nationalliga A. En esa temporada, disputó 17 partidos de liga y marcó siete goles. El 29 de octubre de 1950, en un partido de la tercera ronda principal de la Copa de Suiza, marcó su primer hat-trick en esta competición, en una victoria a domicilio por 7-0 sobre el FC Münchenstein.
En verano de 1951, Stäuble fichó por el BSC Young Boys, donde jugó durante dos temporadas, ganando la liga suiza en 1952. En 1953, se incorporó al Lausanne-Sport, donde también permaneció dos temporadas, ganando la Copa de Suiza en 1954.
Luego, en el verano de 1955, Stäuble regresó a su club de origen, el Basilea. Este fue un momento de cambio para el club, que bajo la dirección de Jules Düblin, comenzó a contratar más jugadores semiprofesionales y a pagar sumas más altas por las transferencias de nuevos jugadores. Esto se debía a que el equipo se encontraba en la parte baja de la liga nacional y corría el riesgo de descender.
Junto con el nuevo entrenador Béla Sárosi, procedente del FC Lugano, y nuevos jugadores como Silvan Thüler, procedente del FC Solothurn, y Peter-Jürgen Sanmann, procedente del Concordia Hamburg, Stäuble contribuiría a mejorar la situación del equipo. De hecho, formó una buena pareja con su colega delantero Josef "Seppe" Hügi. Hügi marcó 19 goles durante la temporada 1955-56, y Stäuble 18; juntos marcaron más de la mitad de los goles del equipo.
Sin embargo, en los cuatro años de su segunda etapa en el club, el Basilea nunca superó la cuarta posición de la tabla.
Durante 13 años, entre 1946 y 1959, Stäuble vistió la camiseta del Basilea en 286 partidos, anotando 123 goles. De estos, 185 fueron en la Nationalliga A, 23 en la Copa Suiza y 78 en partidos amistosos. En la liga, marcó 81 goles, 13 en la Copa y 29 en partidos amistosos. 
Tras su etapa en el Basilea, Stäuble fichó por el Biel-Bienne, donde permaneció durante la mayor parte de su carrera, salvo un breve período en el FC Bern. En el Biel-Bienne, Stäuble se convirtió en uno de los jugadores más importantes del club, ayudando al equipo a ganar la Copa de Suiza en 1963.

## Carrera internacional
El centrocampista ofensivo suizo Hans Stäuble, de 21 años, fue convocado por primera vez para la selección nacional en la temporada 1950-1951. Sin embargo, su única aparición con la selección fue breve, de solo 15 minutos, en un amistoso contra Países Bajos el 28 de octubre de 1950.
Stäuble, que jugaba en el FC Basel, entró en el campo en el último cuarto de hora del partido, que estaba empatado a 5. En su breve tiempo en el campo, tuvo un impacto inmediato. En el minuto 80, recibió un pase de su compañero de equipo René Bader y disparó a la red desde el borde del área para poner el empate a 5. Dos minutos después, Bader aprovechó una asistencia de Stäuble para marcar el gol de la victoria suiza por 7-5.

## Vida privada
Después de su carrera como futbolista profesional, Stäuble regresó a su ciudad natal, Basilea. Como empresario formado, trabajó durante 30 años en la Cervecería Cardinal de Rheinfelden. Stäuble se casó dos veces. Con su primera esposa, Angelina, tuvo dos hijas. Su hija menor, Claudine Stäuble, también se dedicó al deporte de élite. Jugó balonmano con el entonces campeón de la liga, ATV Basel-Stadt. Con ellos ganó cuatro títulos suizos en la Liga Premium Spar. Tres días antes de cumplir 86 años, Gottlieb "Godi" Stäuble falleció en su casa de Basilea el 24 de abril de 2015. 